# Альянц-МТВ
«Альянц-МТВ» (нем. «Allianz-MTV») — немецкая женская волейбольная команда из Штутгарта. Входит в структуру волейбольного клуба «Штутгарт».

## Достижения
- 4-кратный чемпион Германии — 2019, 2022, 2023, 2024;
  - 5-кратный серебряный призёр чемпионатов Германии — 2015, 2016, 2017, 2018, 2021;
  - бронзовый призёр чемпионата Германии 2025.
- 5-кратный победитель розыгрышей Кубка Германии — 2011, 2015, 2017, 2022, 2024;
  - 3-кратный серебряный призёр Кубка Германии — 2016, 2019, 2020.
- 3-кратный обладатель Суперкубка Германии — 2016, 2023, 2024.

- серебряный призёр Кубка Европейской конфедерации волейбола 2022.

## История
Волейбольный клуб «Штутгарт» был образован в 2007 году путём объединения клуба «ТСВ Георгий Альянц» и волейбольной секции спортклуба МТВ. Команда клуба получила название «Альянц Воллей» и включена во 2-ю бундеслигу чемпионата Германии. В 2008 году команда вышла в 1-ю бундеслигу и в дебютном сезоне среди сильнейших команд страны заняла 6-е место. В 2011 она добилась первого успеха, выиграв Кубок Германии, обыграв в финале «Зуль» 3:0.

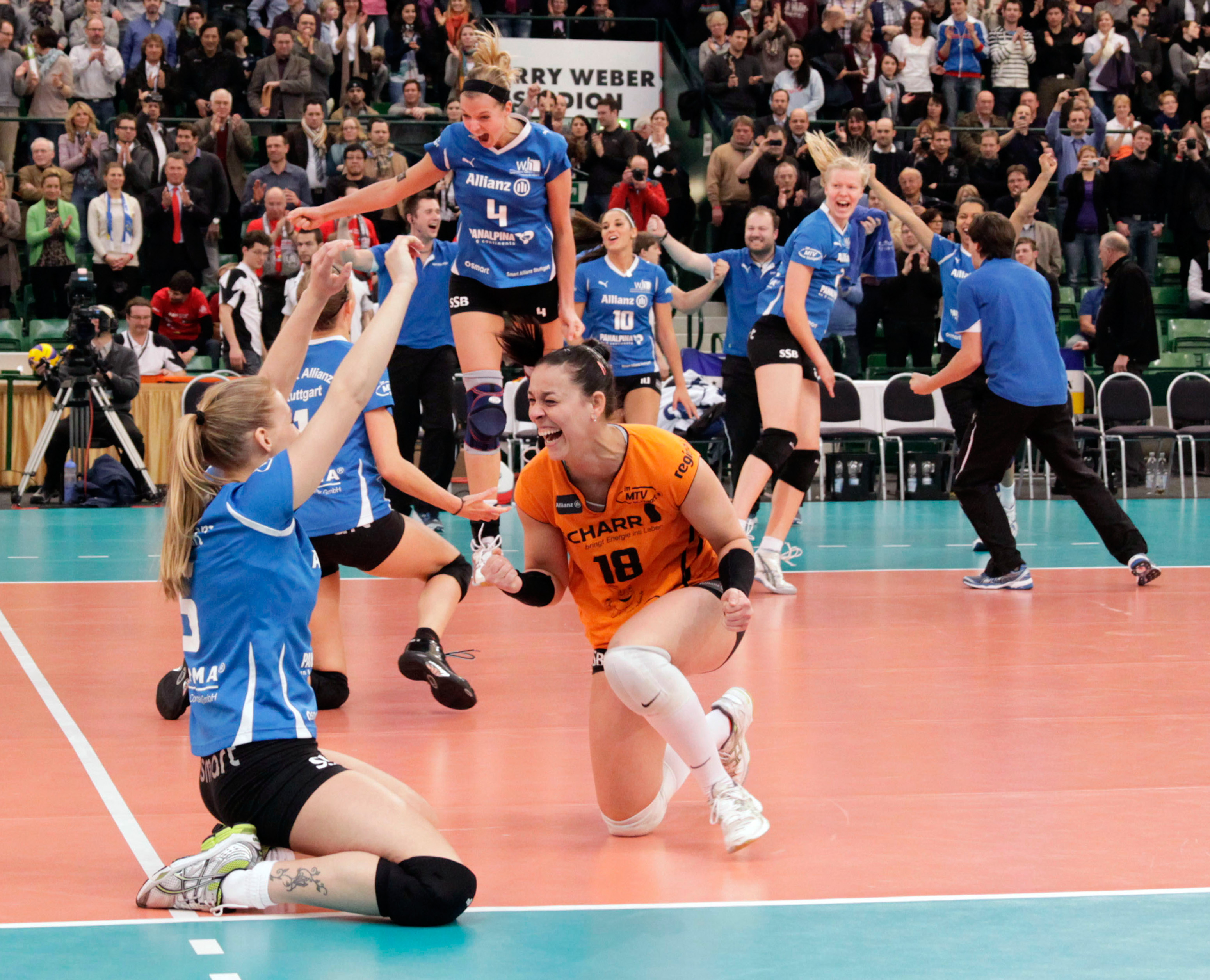
«Альянц Воллей». Победа в финале Кубка Германии 2011

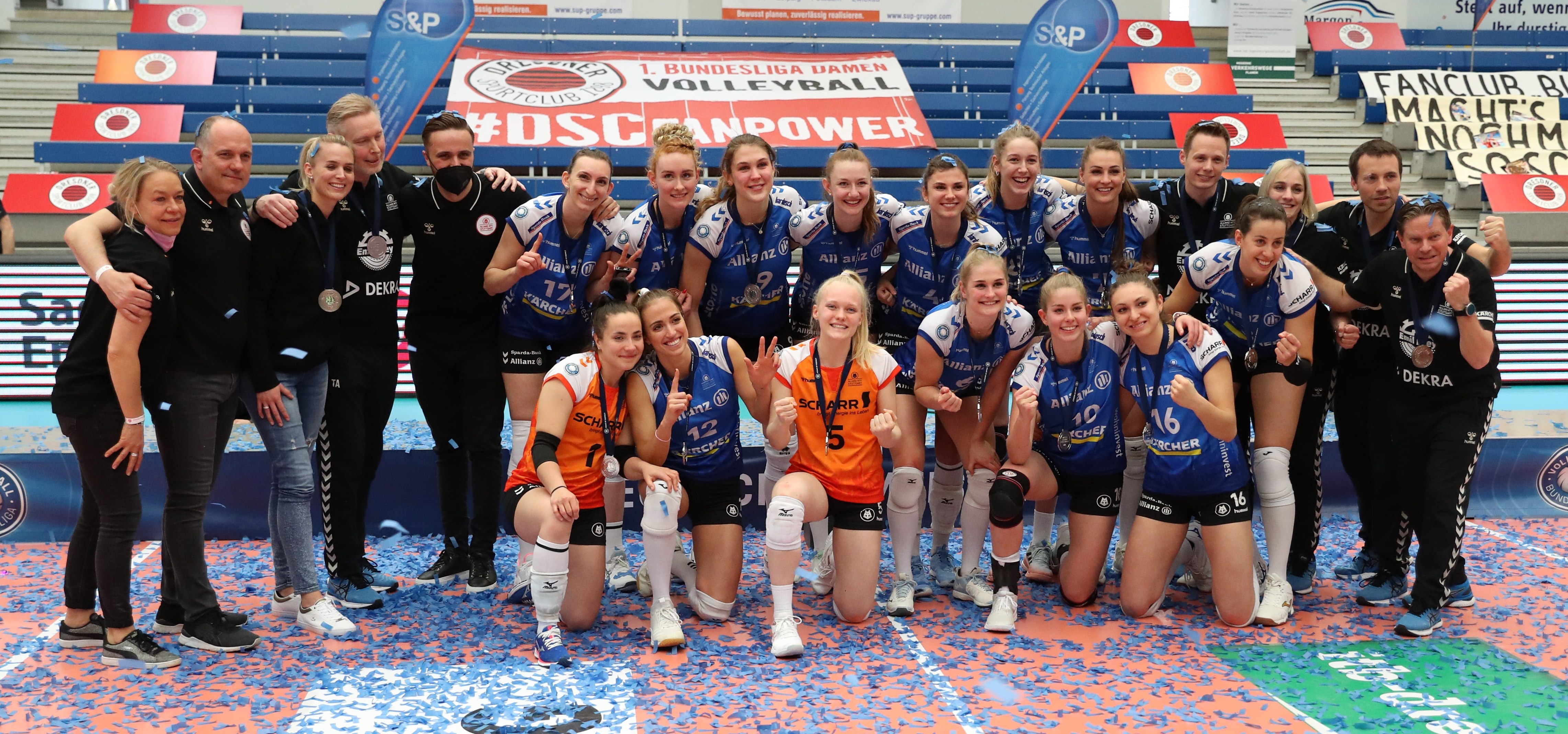
«Альянц-МТВ». Сезон 2020/21

С 2015 года «Альянс-МТВ» (название команды с 2012) прочно вошёл в число сильнейших команд Германии. В этом году штутгартские волейболистки под руководством греческого тренера Янниса Атанасопулоса впервые вышли в финал чемпионата страны, где в серии до трёх побед уступили «Дрезднеру» 0-3. В последующие годы «Альянц-МТВ» неизменно доходит до финала чемпионата (кроме остановленного турнира 2020), но впервые выиграть решающую серию ему удалось только с 5-й попытки — в 2019, переиграв «Шверинер-Палмберг» 3-2. В 2022 и 2023 команда из Штутгарта выиграла своё второе и третье «золото» 1-й бундеслиги, оба раза победив в финале «Потсдам», соответственно 3-2 и 3-1. К этим успехам «Альянц-МТВ» привёл норвежский наставник Торе Александерсен, скончавшийся 6 декабря 2023 года.
В Кубке Германии команда из Штутгарта также выступает успешно. С 2015 года «Альянц-МТВ» 6 раз (из 9 розыгрышей) выходил в финал, трижды выиграв почётный трофей.
В сезоне 2011/12 штутгартские волейболистки дебютировали на международной арене, приняв участие в розыгрыше Кубка Европейской конфедерации волейбола. В 2022 «Альянц-МТВ» впервые дошёл до финала этого турнира, где уступил турецкому «Эджзаджибаши» 1:3, 1:3. В Лиге чемпионов ЕКВ лучшее, чего пока смогла добиться немецкая команда — это выход в четвертьфинал.
Основными партнёрами клуба являются крупнейшая немецкая страховая компания «Allianz» и штутгартский спортивный клуб MTV, по которым называется команда. 

## Волейбольный клуб «Штутгарт»
ВК «Штутгарт» включает две женские волейбольные команды: «Альянц-МТВ» (1-я бундеслига чемпионата Германии), МТВ (2-я бундеслига — дивизион «Юг»).
- Директор — Аурел Ирион.
- Спортивный менеджер — Ким Освальд-Ренкема.
- Менеджер команды — Мориц Цайтаммель.

## Арена
Домашние матчи «Альянц-МТВ» проводит в многоцелевом зале «Scharrena Stuttgart». Открыт 5 апреля 2011 года. Спонсором стала штутгартская энерготорговая компания «Friedrich Scharr», по которой зал получил своё название. Вместимость зрительских трибун — 2250 зрителей. 

## Сезон 2024—2025

### Переходы
Пришли: Б.Моррисетт, А.Штауц (обе — «Потсдам»), М.Божич («Висбаден»), М.Робинсон («РК де Канн», Франция), Ф.Ресинк («Женева», Швейцария), П.Мартен («Роте-Рабен»), К.Велтман («Железничар», Сербия), Ш.Креницки («Астерикс-Аво», Бельгия).
Ушли: М.Швердтнер, И.Ваньяк, К.Глаб, В.Шолдер, М.Штруббе, Э.Тиммерман, Б.Бонгартс, Й.Мирославлевич, К.Хейнлайн, А.Харт.

### Состав
| №  | Имя, фамилия          | Год рождения | Рост | Амплуа      | Гражданство          |
| -- | --------------------- | ------------ | ---- | ----------- | -------------------- |
| 1  | Рооса Коскело         | 1991         | 165  | либеро      | Финляндия            |
| 2  | Бреланд Моррисетт     | 1999         | 185  | центральная | США                  |
| 3  | Милана Божич          | 2000         | 184  | связующая   | Босния и Герцеговина |
| 6  | Антония Штауц         | 1993         | 180  | нападающая  | Германия             |
| 7  | Мейдлин Робинсон      | 2000         | 178  | нападающая  | США                  |
| 8  | Флорин Ресинк         | 1998         | 174  | либеро      | Нидерланды           |
| 10 | Жольен Кноллема       | 2003         | 185  | нападающая  | Нидерланды           |
| 11 | Полин Мартен          | 2002         | 189  | нападающая  | Бельгия              |
| 12 | Лусия Варела Гомес    | 2003         | 198  | центральная | Испания              |
| 13 | Кристал Риверс        | 1994         | 180  | нападающая  | США                  |
| 14 | Келси Велтман         | 1996         | 189  | центральная | Канада               |
| 15 | Шарлотт Креницки      | 2000         | 188  | связующая   | Бельгия              |
| 16 | Мари Штайнхильбер     | 2007         | 192  | центральная | Германия             |
| 17 | Лейлани Слаканин      | 2008         | 186  | нападающая  | Германия             |
| 33 | Мария Сегура Пальерес | 1992         | 183  | нападающая  | Испания              |

- Главный тренер — Константин Биттер.
- Тренеры —  Пер-Эрик Дальквист, Витус Рассхофер.